# Sergej Karaganov
Sergej Alexandrovič Karaganov (rusky Сергей Александрович Караганов) (* 12. září 1952, Moskva) je ruský politolog a ekonom, bývalý poradce ruských prezidentů Jelcina a Putina.
Od roku 1976 studoval ve Spojených státech. Od roku 1998 je člen Trilaterální komise a v letech 1995–2005 pracoval v poradním sboru Rady zahraničních záležitostí.